# UTC+13:45

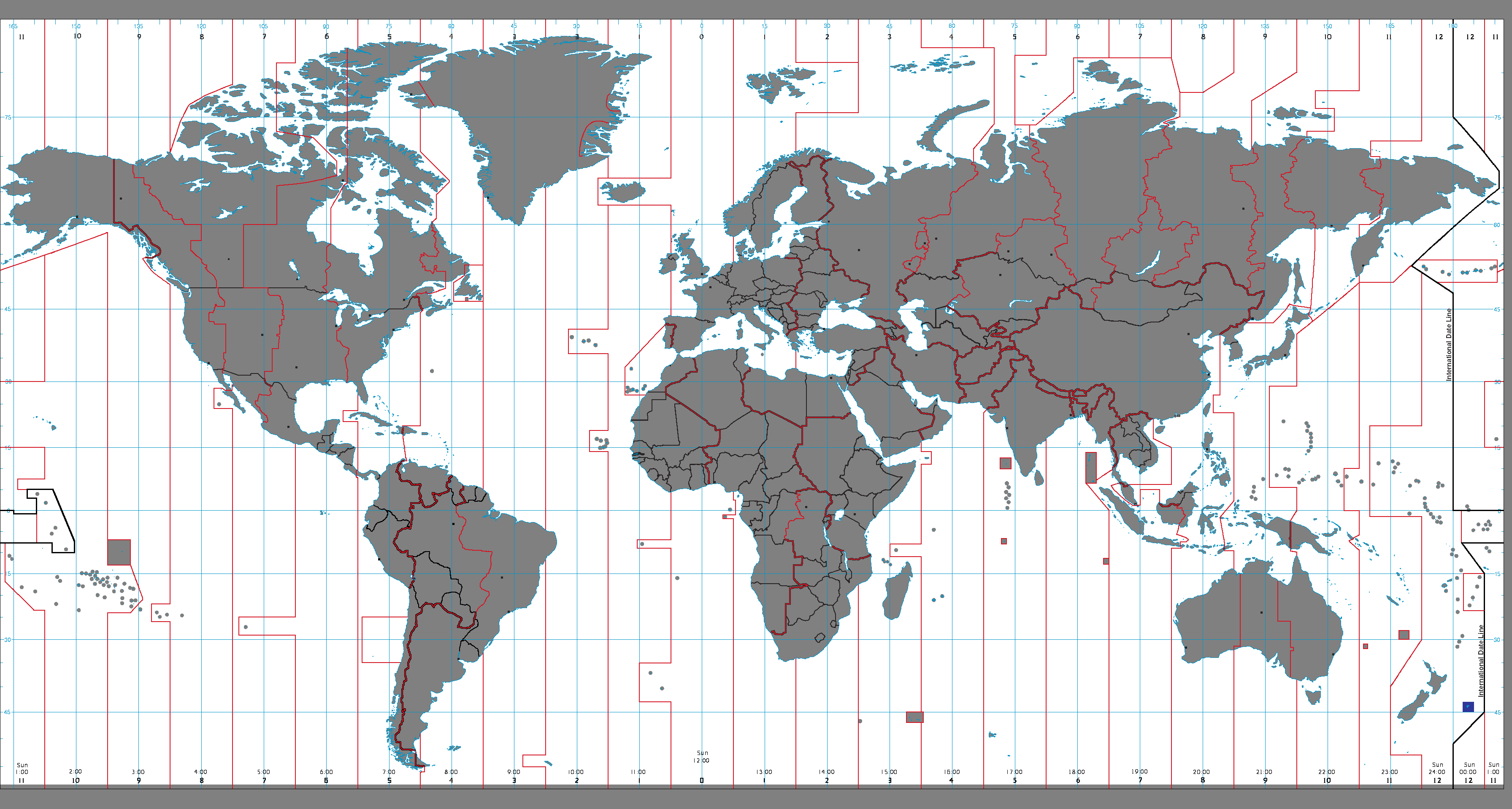
UTC−04:30: Blau (desembre), taronja (juny), groc (l'any sencer), blau clar (àrees marines)

UTC+13:45 és una zona horària d'UTC de +13:45. Només s'utilitza a Nova Zelanda i a les Illes Chatham.